# Лакота (язык)
Лакота (англ. Lakota, Lakhota, Teton, Teton Sioux, лакота Lakȟótiyapi) — сиуанский язык, на котором говорит народ лакота, западная часть племён сиу. Хотя лакота считается отдельным языком, он взаимопонятен с дакота, поэтому большинством лингвистов называется ветвью сиуанских языков. У лакота одна из крупнейших общин носителей: около 6000 носителей, живущих, в основном, на северных равнинах Южной и Северной Дакоты. Письменность — на основе латиницы — была изобретена миссионерами около 1840 года.

## Лингвогеография и современная ситуация
Язык лакота используется почти исключительно представителями одноимённого народа. Он существует с момента появления сиуанских племён.
Миссионеры обучали представителей племён лакота и дакота письменности, считая, что им будет проще перейти на английскую письменность при использовании аналогичного алфавита. Носители языка лакота тем не менее иногда считают свой язык бесписьменным.
С 1970-х годов в учебных заведениях резерваций поощрялись индивидуальные разработки письменности, из-за чего орфографические правила и набор букв значительно разнятся. Другой проблемой является то, что при составлении словарей лакота лингвисты ориентировались на родственные языки — в частности, язык дакота. После 1970-х годов эта тенденция прекратилась, но остаётся вопрос о том, как более точно передавать на письме язык лакота.
С начала помещения индейцев в резервации предпринималось несколько попыток уничтожения языка лакота. В некоторых резервациях детей наказывали за разговоры на лакота, так как считалось, что это упростит их «оцивилизовывание». Язык выжил благодаря тому, что дети дома говорили на нём с родителями. Тем не менее, из-за условий найма и культурной экспансии, к концу 1940-х перед языком лакота встала угроза исчезновения, а молодые лакота перестали интересоваться своим культурным наследием. Отдельные представители народа десятилетиями прилагали усилия к тому, чтобы язык не исчез. В ноябре 2012 года будущий президент племени Оглала Брайан Брюэр объявил о запуске программы по возрождению языка. Было запланировано открытие детского центра в Пайн-Ридж.
На 2012 год в колледже Сидящего Быка проводится обучение детей языку лакота методом языкового погружения. Идёт работа над составлением «Словаря лакота»: носители регулярно дополняют его на встречах. Одно из недавно сделанных дополнений в словарь — слово wounspe omnaye (дословно: «хранящийся язык») — означает «ноутбук». Носители могут загружать фотографии со словами на лакота и аудио на сайт LiveAndTell.
В 2011 году колледж Сидящего Быка и университет Южной Дакоты начали приём студентов на обучение методике преподавания языка лакота в рамках Программы обучения языку лакота (Lakota Language Education Program). Программа рассчитана на четыре года, причём к 2014 планируется подготовить как минимум тридцать преподавателей. Финансирование программы осуществляется на гранты от министерства образования США. По завершении программы колледж Сидящего Быка продолжит выпуск дипломированных преподавателей языка лакота.
Сенатор Дэниэл Иноуэ от штата Гавайи провёл закон, допускающий использование индейских языков в школах, в результате чего дети в некоторых начальных школах и муниципальных колледжах обучаются на языке лакота.

## Письменность
Стандартная орфография, которой пользуются в большинстве школ, фонематична (то есть каждая буква обозначает одну фонему), за исключением отличия между горловым и велярным придыханием, которое записывается фонетически.

| Буква | Название | Название | МФА       |
| ----- | -------- | -------- | --------- |
| A a   | a        | a        | [a]       |
| Aŋ aŋ | aŋ       | ан       | [ã]       |
| B b   | be       | бэ       | [b]       |
| Č č   | ču       | чу       | [t͡ʃ]      |
| Čh čh | čhi      | чхи      | [t͡ʃʰ]     |
| Čʼ čʼ | čʼó      | чʼо      | [t͡ʃʼ]     |
| E e   | e        | э        | [e]       |
| G g   | gli      | гли      | [ɡ]       |
| Ǧ ǧ   | ǧu       | ру       | [ʁ] / [ʀ] |
| H h   | ha       | ха       | [h]       |
| Ȟ ȟ   | ȟe       | хэ       | [χ]       |
| I i   | i        | и        | [ɪ]       |
| Iŋ iŋ | iŋ       | ин       | [ĩ]       |
| K k   | ku       | ку       | [k]       |
| Kh kh | khi      | кхи      | [kʰ]      |
| Kȟ kȟ | kȟa      | кха      | [kˣ]      |
| Kʼ kʼ | kʼo      | кʼо      | [kʼ]      |
| L l   | la       | ла       | [l]       |
| M m   | ma       | ма       | [m]       |

| Буква | Название | Название | МФА  |
| ----- | -------- | -------- | ---- |
| N n   | na       | на       | [n]  |
| O o   | o        | о        | [o]  |
| P p   | pu       | пу       | [p]  |
| Ph ph | phi      | пхи      | [pʰ] |
| Pȟ pȟ | pȟa      | пха      | [pˣ] |
| Pʼ pʼ | pʼo      | пʼо      | [pʼ] |
| S s   | sa       | са       | [s]  |
| Š š   | še       | шэ       | [ʃ]  |
| T t   | tu       | ту       | [t]  |
| Th th | thi      | тхи      | [tʰ] |
| Tȟ tȟ | tȟa      | тха      | [tˣ] |
| Tʼ tʼ | tʼo      | тʼо      | [tʼ] |
| U u   | u        | у        | [ʊ]  |
| Uŋ uŋ | uŋ       | ун       | [ʊ̃]  |
| W w   | wa       | ва       | [w]  |
| Y y   | ya       | я        | [j]  |
| Z z   | za       | за       | [z]  |
| Ž ž   | že       | же       | [ʒ]  |
| ʼ     | khéze    | кэзэ     | [ʔ]  |

В ходу несколько конкурирующих орфографий для лакота. Слова часто пишутся по звучанию, поэтому различные способы записи могут быть верными. Университет Синте-Глешка использует орфографию, разработанную Альбертом Белой Шляпой и отделением лакотоведения того же университета. Система записи слов в «Новом словаре лакота» (англ. New Lakota Dictionary) была адаптирована к стандартной колледжем Сидящего Быка и племенами из Стэндинг-Рок и Шайенн-Ривер; она используется в нескольких школах резерваций Пайн-Ридж и Роузбад. Эта орфография приведена выше.
Гласные буквы в этой системе — a, e, i, o, u; носовые гласные — aŋ, iŋ, uŋ. Высокое музыкальное ударение маркируется акутом на ударных слогах: á, é, í, ó, ú, áŋ, íŋ, úŋ.
Апострофом обозначается гортанная смычка; буква y обозначает звук «й».
Для записи звуков, у которых нет букв в английском алфавите, используется гачек: č [tʃ], ǧ [ʁ], ȟ [χ], š [ʃ], ž [ʒ]; придыхание обозначается добавлением буквы h: čh, kh, ph, th, а веляризация — буквой ȟ: kȟ, pȟ, tȟ. Эйективные звуки пишутся с апострофом:: čʼ, ȟʼ, kʼ, pʼ, sʼ, šʼ, tʼ.
В современных текстах зачастую не используются диакритические знаки, что вызывает затруднения из-за смешения букв и отсутствия ударения.

## Лингвистическая характеристика

### Фонетика и фонология

#### Гласные
В лакота пять ротовых гласных [ieaou], три носовых, [ĩãũ]. Звуки [e] и [o] считаются более открытыми, чем соответствующие кардинальные гласные, возможно, ближе к [ɛ] и [ɔ]. В современной орфографии носовые гласные записывают с буквой ƞ, ŋ или n; ранее они записывались с хвостиками, į ą ų.
|                |         | Передние гласные | Средние гласные | задние гласные |
| -------------- | ------- | ---------------- | --------------- | -------------- |
| верхний подъём | ротовые | i                |                 | u              |
| верхний подъём | носовые | ĩ                |                 | ũ              |
| средний подъём |         | e                |                 | o              |
| нижний подъём  | ротовые |                  | a               |                |
| нижний подъём  | носовые |                  | ã               |                |

#### Согласные
|                      |               | губно-губные | зубные  | альвеолярные | постальвеолярные | велярные | увулярные | глоттальные |
| -------------------- | ------------- | ------------ | ------- | ------------ | ---------------- | -------- | --------- | ----------- |
| носовые              | носовые       | m [m]        |         | n [n]        |                  |          |           |             |
| взрывные и аффрикаты | глухие        | p [p]        | t [t]   |              | č [tʃ]           | k [k]    |           | ’ [ʔ]       |
| взрывные и аффрикаты | звонкие       | b [b]        |         |              |                  | g [ɡ]    |           |             |
| взрывные и аффрикаты | эйективные    | p’ [pʼ]      | t’ [tʼ] |              | č’ [tʃʼ]         | k’ [kʼ]  |           |             |
| фрикативы            | глухие        |              |         | s [s]        | š [ʃ]            |          | ȟ [χ]     |             |
| фрикативы            | звонкие       |              |         | z [z]        | ž [ʒ]            |          | ǧ [ʁ]     |             |
| фрикативы            | эйективные    |              |         | s’ [sʼ]      | š’ [ʃʼ]          |          | ȟ’ [χʼ]   |             |
| аппроксиманты        | аппроксиманты | w [w]        |         | l [l]        | y [j]            |          |           | h [h]       |

Данные о звуках приведены из «Нового словаря лакота».
Звонкий увулярный фрикатив [/ʁ/] превращается в увулярный дрожащий согласный [ʀ] перед [i], а в быстрой речи часто реализуется как звонкий велярный фрикатив [ɣ]. Глухие придыхательные звуки имеют по два варианта: с задержкой озвончения [pʰtʰkʰ] и с заднеязычным фрикативным призвуком — [pˣtˣkˣ]. Последние встречаются после [a], [ã], [o], [ĩ] и [ũ], поэтому слово lakhóta, [laˈkʰota] произносится как [laˈkˣota]. Некоторые носители различают эти варианты, они оба встречаются перед [e], но не в случае /tʃʰ/. В некоторых орфографиях это отличие указывается. Увулярные фрикативы [/χ/] и [/ʁ/] обычно записываются знаками ȟ и ǧ.
Все одноморфемные слова имеют один ударный гласный с более высоким тоном, чем остальные гласные в слове. Обычно это гласный второго слога, хотя часто ударение несёт первый слог, а иногда и другие. У составных слов ударные гласные есть в каждой части, орфографически части выделают дефисом: máza-ská, «металл-белый» — то есть «серебро, деньги» — имеет два ударных гласных.
В быстрой речи происходит несколько изменений: стяжение гласных, которое обычно происходит из-за исчезновения глайда в позиции между двумя гласными. Стяжение приводит к появлению долгих гласных (фонемически это последовательность одинаковых гласных), причём если под ударением стоит первый гласный, то последовательность будет иметь понижающийся тон, а если ударный — второй гласный, то тон повышающийся: kê: (понижающийся) «он сказал, что» — kéye; hǎ:pi (повышающийся) «одежда» — hayápi. Если один из гласных назализован, то получившийся гласный тоже назализуется: čaŋ̌:pi, «сахар» — čanháŋpi.
Когда стягиваются два гласных неравного подъёма или когда стяжение происходит между гласным и глайдом, появляются два новых звука: [æː] и [ɔː]: iyæ̂: «он ушёл туда» — iyáye; mita: «это моё» — mitáwa.
Энклитика множественного числа -pi часто изменяется в быстрой речи, если впереди стоят энклитики -kte, -kiŋ, -kšto, -na. Если гласный, стоящий перед -pi, высокого подъёма, -pi превращается в [u]; иначе — в [o]. Если предшествующий гласный назализован, то результирующий также подвергается назализации: hi-pi-kte «они придут сюда» — [hiukte]; yatkaŋ-pi-na, «они выпили это и…» [[jatkə̃õna]].
В языке лакота имеются следы звукового символизма: место артикуляции меняется для передачи интенсивности: zí «оно жёлтое» → ží «оно тёмно-жёлтое» → ǧí «оно коричневое».

### Аблаут
Термин «аблаут» означает чередование гласных в составе одной морфемы. Ср. следующие предложения:
1. Šúŋka kiŋ sápa čha waŋbláke.
2. Šúŋka kiŋ sápe.
3. Šúŋka kiŋ sápiŋ na tȟáŋka.

Последний гласный в слове SápA меняется; запись с заглавной буквы встречается в словарях, но не в письменной речи.
У подвергающихся аблауту слов есть три формы: -a/-aŋ, -e, -iŋ. Некоторые слова подвергаются аблауту только у части носителей, например, «серый» — hóta или hótA. Аблаут всегда зависит от того, какое слово идёт за аблаутируемым.
| Форма на -a/-aŋ — основная, используется по умолчанию. Форма на -e используется, когда аблауту подвергается последнее слово в предложении и если за ним стоит слово, требующее -e-аблаута. Примеры аблаута последнего слова: - Heciya ye — он пошёл туда (e-аблаут глагола yÁ); - Yute — она это съела (глагол yútA); - Tipi kiŋ paha akaŋl he — дом стоит на склоне (глагол hÁŋ); | E-аблаута требуют три типа слов: некоторые энклитики (например, ȟča, ȟčiŋ, iŋčhéye, kačháš, kiló, kštó, któ, lakȟa, -la, láȟ, láȟčaka, ló, séčA, sékse, s’eléčheča, so, s’a, s’e, šaŋ, šni, uŋštó), некоторые союзы и артикли (например, kiŋ, kiŋháŋ, k’éaš, k’uŋ, eháŋtaŋš), а также некоторые вспомогательные глаголы (например, kapíŋ, kiníča (kiníl), lakA (la), kúŋzA, phiča, ši, wačhíŋ, -yA, -khiyA). Примеры аблаута: - Škáte šni — он не сыграл (энклитика); - Škáte s’a — он часто играет (энклитика); - Škáte ló — он играет (энклитика); - Okȟáte eháŋtaŋš... — если будет жарко… (союз); - Sápe kiŋ — чёрная вещь (определённый артикль); - Glé kúŋze — он притворился, что пошёл домой (вспомогательный глагол); - Yatké-phiča — это можно пить (вспомогательный глагол). | Iŋ-аблаут встречается только после следующих слов: 1. kte (энклитика, обозначающая ирреалис); 2. yeto (энклитика, обозначающая просьбу к члену семьи); 3. na, nahaŋ (и); 4. naiŋš (или); 5. ye (энклитика, обозначающая вежливую просьбу). Примеры: - Waŋyáŋkiŋ yeto — посмотри сюда, скорее; - Yíŋ kte — она пойдёт; - Skúyiŋ na wašté — сладкое и вкусное; - Waŋyáŋkiŋ yé — пожалуйста, посмотри. |

### Синтаксис
Основной порядок слов в лакота — SOV, хотя встречаются и другие варианты: в экспрессивных предложениях подлежащее может для фокуса на дополнении меняться с ним местами (OSV), а дополнение иногда переносят за глагол, чтобы подчеркнуть, что факт установлен (OVS). Лакота — постпозиционный язык, вместо предлогов используются послелоги: mas’opiye el «в магазине» («магазин в»); típi-kiŋ okšaŋ «вокруг дома» («дом вокруг»).
Для базового порядка слов предполагается следующая структура предложения (серым цветом выделены необязательные компоненты):
междометие, союз, наречия, имя, имя, имя, наречия, глагол, энклитики, союз.
Междометия всегда начинают предложение. Небольшое количество местоимений гендерно-специфично: женщины, к примеру, выражают недоверие словом hóȟ, а мужчины — ečéš; для привлечения внимания мужчины говорят wáŋ, а женщины máŋ. Большинство междометий используются обоими полами.

### Морфология

#### Глагол
В предложении на языке лакота обязателен только глагол. Глаголы делятся на активные, означающие действие, и стативные, означающие свойство (в русском языке их роль обычно отводится прилагательным).
Глаголы спрягаются в трёх лицах и трёх числах.
Имеется две парадигмы спряжения глаголов. Один набор морфем указывает на лицо и число подлежащего активного глагола; другой согласуется с дополнением переходного или стативного глагола. Большинство морфем обеих парадигм являются приставками, однако подлежащие, стоящие во множественном числе, маркируются суффиксом, а подлежащие во множественном числе третьего лица — инфиксом.
Аргументы первого лица могут стоять в единственном, двойственном или множественном числе; аргументы второго и третьего лица — только в единственном или множественном.
Субъект активного глагола:
|          | Единственное число | Двойственное число | Множественное число |
| 1-е лицо | wa-                | uŋ(k)-             | uŋ(k)- … -pi        |
| 2-е лицо | ya-                |                    | ya- … -pi           |
| 3-е лицо | —                  |                    | -pi                 |

Пример: máni «он идёт», mánipi «они идут»
Субъект стативного глагола:
|          | Единственное число | Двойственное число | Множественное число |
| 1-е лицо | ma-                | uŋ(k)-             | uŋ(k)- … -pi        |
| 2-е лицо | ni-                |                    | ni- … -pi           |
| 3-е лицо | —                  |                    | -pi                 |

Объект переходного глагола:
|          | Единственное число | Двойственное число | Множественное число |
| 1-е лицо | ma-                |                    | uŋ(k)- … -pi        |
| 2-е лицо | ni-                |                    | ni- … -pi           |
| 3-е лицо | —                  |                    | -wicha-             |

Пример waŋwíčhayaŋke «он смотрел на них» ← waŋyáŋkA «смотреть на что-то/кого-то».
Если требуется одновременно маркировать и субъект, и объект, то глагол принимает два аффикса. Ниже приведена таблица, демонстрирующая сочетания аффиксов: принадлежащие субъекту отмечены курсивом, а объекту — подчёркиванием. Некоторые аффиксы одновременно относятся и к дополнению, и к подлежащему (например, čhi). Символ ø означает отсутствие маркирования (например, в 3-м лице единственного числа). Если в ячейке указаны три разновидности аффиксов, то они относятся к глаголам трёх классов.
|            | я                                     | ты           | он, она, оно, они (неодуш.)    | мы                                 | вы          | они (одуш.)                                |
| я          |                                       | čhi-1 …      | waø- … blø- … mø- …            |                                    | čhi- … -pi  | wiĉhawa- … wiĉhabl- … wiĉham- …            |
| ты         | maya- … mayal-2 … mayan- …            |              | yaø- … lø- … nø- …             | uŋya- … -pi uŋl- … -pi uŋn- … -pi  |             | wiĉhaya- … wiĉhal- … wiĉhan- …             |
| он/она/оно | maø- …                                | niø- …       | ø- …                           | uŋ(k)ø- … -pi                      | niø- … -pi  | wičhaø- …                                  |
| мы         |                                       | uŋni-3 … -pi | uŋ(k)ø- … -pi                  |                                    | uŋni- … -pi | wičhauŋ(k)-4 … -pi                         |
| вы         | maya- … -pi mayal- … -pi mayan- … -pi |              | yaø- … -pi lø- … -pi nø- … -pi | uŋya- … -pi5 uŋl- … -pi uŋn- … -pi |             | wičhaya- … -pi wičhal- … -pi wičhan- … -pi |
| они        | ma- … -pi                             | ni- … -pi    | … -øpi                         | uŋ- … -pi                          | ni- … -pi   | wičha- … -pi                               |

- 1 Аффикс čhi встречается в случаях, когда у переходного глагола субъектом выступает слово «я», а объектом — слово «ты».
- 2 Глаголы классов II и III имеют формы yal- и yan-.
- 3 Данные приставки отделены, когда uŋ(k)- остаётся приставкой, а ni- и остальные превращаются в инфикс.

Пример: uŋkánipȟepi «мы тебя ждём» ← apȟé «ждать кого-либо».
- 4 uŋ(k)- всегда стоит первым из аффиксов, кроме wičha-. В последнем ряду глаголы, требующие uŋ(k)- сложнее, так как перед uŋ(k)- должен стоять wičha-. Большинство носителей разрешает эту проблему инфиксом wičhauŋ(k), который помещают после первого гласного, а затем повторяют этот гласный.

Пример: iwíčhauŋkičupi «мы взяли их» ← ičú «взять что-то/кого-то».
- 5 Так как суффикс -pi может появиться в глаголе только один раз, но используется для указания на множественное число как субъекта, так и объекта (или одновременно), в некоторых формах имеется неоднозначность: uŋ- … -pi, uŋni- … -pi, uŋya-/uŋl-/uŋn- … -pi.

#### Союзы
Предложение часто начинается с союза, например, caŋke, yuŋkaŋ (оба означают «и»), k’eyaš («но»). Все эти союзы могут соединять главные и придаточные предложения. Кроме того, союз na может соединять существительные и фразы.

#### Наречия
В языке лакота наречия и фразы с послелогами могут использоваться для указания на способ, место и причину действия. Кроме того, имеются вопросительные наречия, использующиеся в вопросительных предложениях.

#### Существительные, артикли и местоимения
Именная группа в предложении необязательна. Местоимения встречаются редко, обычно употребляются контрастивно или эмфатически.
В лакота четыре артикля: waŋ (неопределённый), kiŋ (определённый), waŋjí (неопределённый для использования с гипотетическими или не существующими объектами), k’uŋ (определённый для использования с уже упоминавшимися словами).

#### Указательные местоимения
Имеется девять указательных местоимений, которые могут служить также детерминативами.
|        | Удалённость от говорящего |                 |                 |
|        | близко                    | средне          | далеко          |
| ед. ч. | lé                        | hé              | ká              |
| дв. ч. | lenáos/ lenáyos           | henáos/ henáyos | kanáos/ kanáyos |
| мн. ч. | lená                      | hená            | kaná            |

Указательное местоимение hé наиболее нейтрально, оно используется после выяснения положения предмета визуально или по словесному описанию, до этого обычно при указании используется lé или ká, а при указании пальцем — также hé.

#### Энклитики
Восемь энклитик отличаются в мужской и женской речи (ниже мужские выделены синим цветом, а женские оранжевым). При этом некоторые женщины иногда используют мужские энклитики (и наоборот).
| Энклитик | Значение                                  | Пример            | Перевод                           |
| haŋ      | продолжительное действие                  | yá-he             | «собирался»                       |
| pi       | множественное число                       | iyáyapi           | «они ушли»                        |
| la       | диминутив                                 | záptaŋla          | «всего пять»                      |
| ke       | ослабление                                | wašteke           | «более-менее хороший»             |
| ktA      | ирреалис                                  | uŋyíŋ kte         | «мы с тобой пойдём»               |
| šni      | отрицание                                 | hiyú šni          | «он/она/оно не вышел/вышла/вышло» |
| s’a      | повторение                                | eyápi s’a         | «они часто говорят»               |
| seca     | предположение                             | ú kte séče        | «он может прийти»                 |
| yelo     | констатирование                           | blé ló            | «я ходил туда»                    |
| ye       | констатирование                           | hí yé             | «он пришёл»                       |
| he       | вопрос                                    | Taku koyakipa he? | «чего ты боишься?»                |
| huwo     | формальный вопрос                         | Tokiya lá huwó?   | «Куда ты собираешься идти?»       |
| huwe     | формальный вопрос (вышло из употребления) | Takula huwé?      | «Что это?»                        |
| waŋ      | вопрос, сомнение                          | seca waŋ          | «Может ли быть так, как кажется?» |
| ške      | эвиденциальность                          | yá-ha ške         | «он шёл, как я понимаю»           |
| keye     | «говорят,..»                              | yápi kéye         | «говорят, они ушли»               |

## Лексика
Приветствие «Hau, kola» (буквально: «здравствуй, друг») является самым распространённым в лакота, оно превратилось в стереотипное индейское приветствие «хау», так же, как и традиционные головные уборы лакота получили все индейцы в кинофильмах. Так как «хау» — единственное слово в лакота, содержащее дифтонг, оно может быть заимствованием из несиуанского языка. Женщины используют вместо «хау» слово «haŋ» или приветствие «haŋ kolá».
Кроме слова «друг», также употребляются слова «брат», «кузен», «кузина», «сестра», так как все в племени являются родственниками.

### Дополнительные материалы
- Buechel, Eugene. (1983). A Dictionary of Teton Sioux. Pine Ridge, SD: Red Cloud Indian School.
- DeMallie, Raymond J. (2001). «Sioux until 1850». In R. J. DeMallie (Ed.), Handbook of North American Indians: Plains (Vol. 13, Part 2, pp. 718–760). W. C. Sturtevant (Gen. Ed.). Washington, D.C.: Smithsonian Institution. ISBN 0-16-050400-7.
- de Reuse, Willem J. (1987). «One hundred years of Lakota linguistics (1887—1987)». Kansas Working Papers in Linguistics, 12, 13-42. Online version.
- de Reuse, Willem J. (1990). «A supplementary bibliography of Lakota languages and linguistics (1887—1990)». Kansas Working Papers in Linguistics, 15 (2), 146—165. (Studies in Native American languages 6). Online version.
- Parks, Douglas R.; & Rankin, Robert L. (2001). «The Siouan languages». In Handbook of North American Indians: Plains (Vol. 13, Part 1, pp. 94–114). Washington, D.C.: Smithsonian Institution.
- Trechter, Sarah. (1999). «Contextualizing the Exotic Few: Gender Dichotomies in Lakhota». In M. Bucholtz, A.C. Liang, and L. Sutton (Eds) Reinventing Identities (pp. 101–122). New York: Oxford University Press. ISBN 0-19-512629-7

### Материалы для самообучения, на английском
- Lakotiya Woglaka Po! — Speak Lakota!: текстовые материалы и аудио уровней начальной и средней школы; Lakota Language Consortium.
- New Lakota Dictionary. (ISBN 0-9761082-9-1)
- Lakota: A Language Course for Beginners колледжа Оглала (ISBN 0-88432-609-8) с 15 дисками, уровень колледжа/института.
- Reading and Writing the Lakota Language авторства Альберта Белой Шляпы (ISBN 0-87480-572-4) с двумя кассетами, уровень колледжа/института.
- Колорадский университет, Проект Лакота: Лакота для начинающих, том 1 и 2 (с аудиокассетами), Англо-лакота-английский малый словарь и Материалы для чтения, уровень колледжа/института.
- Lakota Dictionary: Lakota-English/English-Lakota, New Comprehensive Edition авторства Юджина Бьюкела, С. и П. Мэнхартов (ISBN 0-8032-6199-3).
- English-Lakota Dictionary авторства Брюса Ингэма, RoutledgeCurzon, ISBN 0-7007-1378-6.
- A Grammar of Lakota авторства Юджина Бьюкела (OCLC 4609002; профессиональный уровень).
- Dakota Texts авторства Эллы Делории (собрание фольклорных текстов с комментариями). University of Nebraska Press, ISBN 0-8032-6660-X; профессиональный уровень).
- Приложение для детей 2—9 лет «Lakota Toddler», доступно на iPhone[27].